# 最後共同祖先

1990年的系统发生树，其中将生物所有的主要类别都连结到了最后共同祖先（LUCA），而这张图的分类依据是核糖体核糖核酸序列。

最后共同祖先（英語：last universal ancestor，缩写为 LUA），又译最近共同祖先，也被称为最近普适共同祖先（last universal common ancestor，缩写为 LUCA）、共通祖先（cenancestor）、原生命（progenote），演化生物学推导出来的假设，指地球生物最原始的共同祖先，是地球上所有现存生命的共同起源，但这共通祖先未必是最早的生命。学者一般相信，最后共同祖先在古太古代出现，距今约35亿至38亿年。最后共同祖先分化出细菌与古菌，演化成各种生命。

## 历史背景

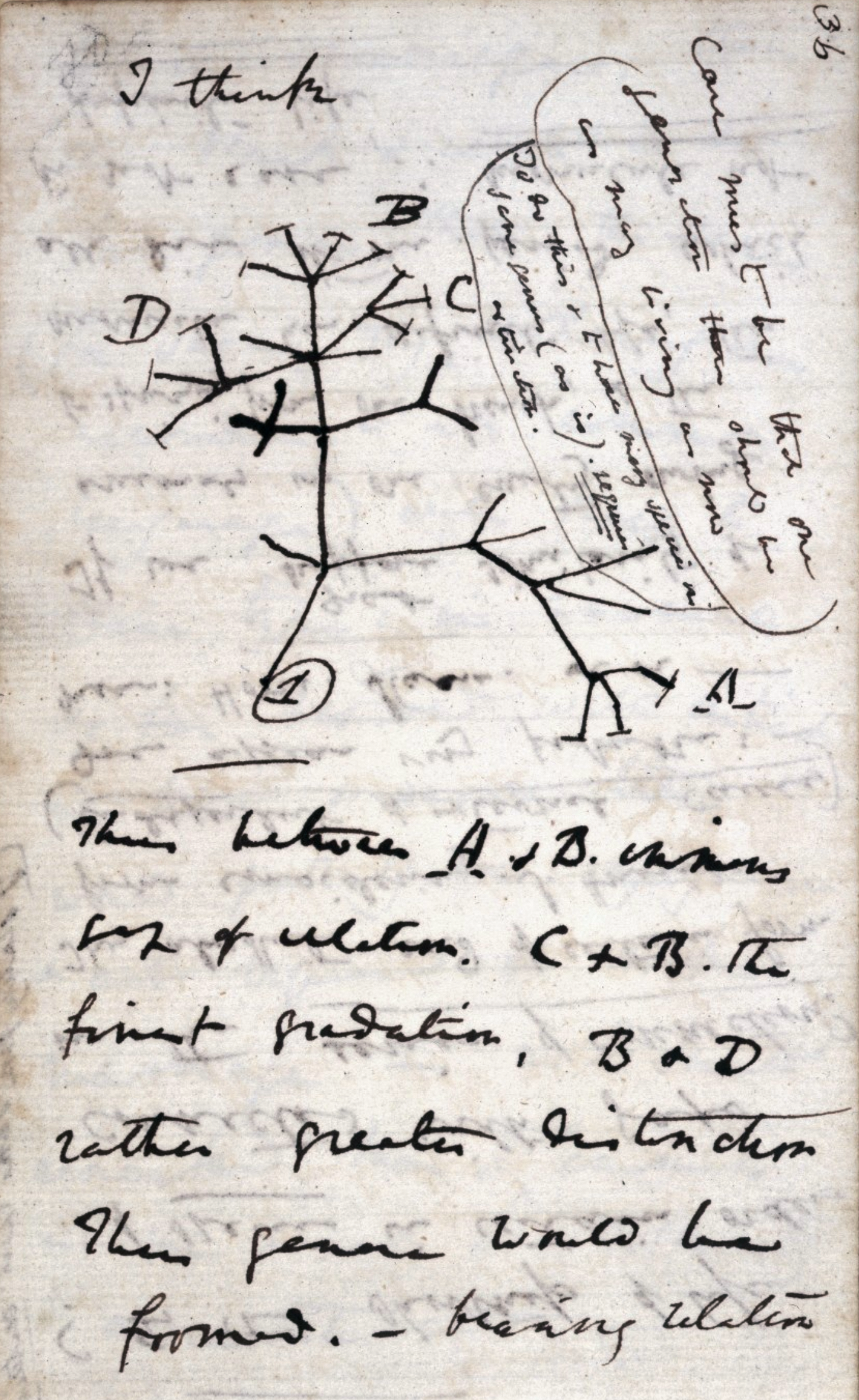
像达尔文在1837年画的这张图等生物演化树蕴含了所有生命都有共通的起源，在此图中此起源以（1）标明。

早在1809年拉马克就在他的《动物哲学》中提及了生物演化树；而查尔斯·达尔文在1859年于他的书《物种起源》提出的通用演化理论，并说：「所以我可以类推出，所有曾经生活在这个地球上的生物，估计都是从一种原始的型式中降生出来的，从第一个有呼吸的生命开始。」而英语中指称此种原始生命的Last Universal Common Ancestor一词，则首次见于帕特里克·福泰尔在1999年发表的一篇论文中。
在《物种起源》一书中，他在书本的结语中重述了这个猜想：「这种生物起源的观点有其宏伟之处，数种力量被注入了一种或数种生命形式之中。」而之后在1924年亚历山大·伊万诺维奇·奥巴林进一步提出了生命起源自由某种能量来源启动的化学反应的理论。

## 所有生命的最后共同祖先可能拥有的特征
尽管这共同祖先的大致解剖结构有很多不确定处，但根据地球上所有独立生存的生物都具有的「普世」性质，还是可以以一定程度的细节描述其生物化学机制。
在2016年，玛德琳·C·魏斯（Madeline C. Weiss）与其同事在对存在于源自己定序的、在系统发生树上分属不同位置的多种原核生物的大约六百一十万个蛋白质编码基因及286,514组蛋白质群集进行检验后，他们发现说其中有大约355组蛋白质群集很有可能存在于最后共同祖先当中，而他们的结果显示说「最后共同祖先很可能是种厌氧、行固氮作用的嗜热生物。这种生物很可能使用仰赖氢并固定二氧化碳的伍德－隆达尔代谢途径（还原性乙醯辅酶A途径）；而最后共同祖先的生物化学反应中充满了硫化铁群集与自由基反应机制。」而其辅因子则「仰赖过渡金属、黄素、辅酶A、铁氧还蛋白、钼蝶呤、咕啉和硒等等物质；而其遗传编码则需要核苷修饰和仰赖S-腺苷甲硫氨酸的甲基化作用等。」他们的研究产生了一个相对特定的结果，那就是产甲烷的梭菌属细菌在355个检验过的生物类群中位于基群的位置；而最后共同祖先可能生活在位于地质活动区的无氧海底热泉附近，而这样的环境富含氢、二氧化碳与铁。
基本可以肯定最后共同祖先有基因和遗传编码，而其基因很可能以DNA构成，也因此最后共同祖先出现于RNA世界之后；而在其有DNA的状况下，其DNA编码使用跟今日相同的四种核苷酸，也就是腺嘌呤（A）、鸟嘌呤（G）、胞嘧啶（C）和胸腺嘧啶（T）；其DNA以DNA聚合酶这种模板依赖的酵素保持双螺旋结构，而其DNA聚合酶可能属于D族聚合酶；而其DNA结构的完整性，则仰赖于一类包含DNA拓扑异构酶在内的维护和修理DNA结构的酵素；此外，若其遗传编码基础是DNA的话，那这些编码会透过单股RNA作为中介来表现，而其RNa会透过仰赖DNA的RNA聚合酶生成，而其RNa的编码会使用与DNA相似的核甘酸，但其中DNA的胸腺嘧啶会以尿嘧啶取代；另外这种生物会有多种包含组织蛋白摺叠蛋白在内的DNA结合蛋白。
这种生物的遗传编码会以蛋白质表现，而这生物体会用信使RNA（mRNA）转译DNA讯息，并透过核糖体、转运RNA（tRNA）及一系列相关蛋白组成的机制，将自由胺基酸给组成这些蛋白质。其核糖体会由两个子单位构成，其中大的单位是50S核糖体亚基，而小的单位是30S核糖体亚基，而每个子单位都会包含一个由核糖体蛋白包围的核糖体RNA；而其核糖体RNA跟转运RNA在核糖体的催化过程中都会扮演重要的角色。这种生物的蛋白质只会用上20种胺基酸，且只会使用左旋胺基酸，其他无数种的胺基酸都不会使用；另外，这种生物会使用ATP作为能量中介，且这种生物会使用数百种蛋白质酵素反应，以从脂肪、醣类和胺基酸中萃取能量，并以多种化学途径合成脂肪、醣类、胺基酸跟核酸等。
这种生物会有着被磷脂双分子层有效包含的、以水份为主的细胞质，这细胞会倾向使用特定的离子通道（或离子帮浦）排除钠并聚集钾；这生物的细胞会透过复制其内所有的物质及随后发生的细胞分裂来繁衍。这细胞会利用化学渗透产生能量，并借由乙酰跟硫酯还原二氧化碳及氧化氢分子（也就是产生甲烷跟醋酸盐的过程）。
最后共同祖先很可能生活于类似海底热泉的高温环境中，而海底热泉是因为海水与海床下的岩浆互动而产生的；而对最后共同祖先的后代的系统发生概括分析显示，这最后共同祖先应当是一种微小且单细胞的生物，这种生物可能有环状、自由漂浮在细胞内的DNA；而在形态学上，这种生物与小型现代细菌之间的分野可能不太明显；而根据三域系统的提出者卡尔·乌斯的说法，最后共同祖先「估计是一种比三个域各自的祖先还要来得简单、原始的生物。」
另一个研究「普世」特质的方法是利用基因分析以找出系统发生上古老的基因，而这样给出的图像是最后共同祖先生活于地球化学上严峻的环境且类似现代的原核生物；而对生物化学途径的分析与系统发生学分析指向同样的化学反应。实验显示诸如甲酸盐、甲醇、乙醯类物质和丙酮酸盐等乙醯辅酶A途径的化学物质会在有水、二氧化碳及自然金属的环境中自然产生，就如海底热泉的环境一般。

## 年代
在2000年至2018年间，研究不断地将最后共同祖先的生存年代往前推移，在2000年，研究认为最后共同祖先生活的年代是距今35亿年前至38亿年前的古太古代，也就是生命最早的化石证据的数百万年前，而各候选证据的年代大约为距今34亿8千万年前至42亿8千万年前左右；而一篇在2018年来自布里斯托高校、使用分子钟模型的研究，认为最后共同祖先的生存年代距今大约45亿年前左右，也就是在冥古宙的时候。一般认为最后共同祖先（以及更一般的生命起源）不能存在于月球形成之前，而这是因为根据大碰撞说，月球形成时地表会因融化与蒸发等原因而变得无法居住之故。

## 假说

这颗2005年的生物演化树显示了不同演化支之间的水平基因转移，这其中包括了色素体及线粒体的内共生（在图中以有色的线表示），而这种关系使得生物间的关系更像是一张网子而非一棵树。

在学界首次提出最后共同祖先的概念时，根据各活细胞间遗传距离制成的分支图认为古菌很早就从其他生物中分化出来，这点可从当时已知的古菌大多生活在诸如高盐、高温或高酸度等的极端环境推断，而这也使得一些科学家认为最后共同祖先生活于类似今日海底热泉这类充满极端环境的区域中；然而之后人们发现古菌也生活在较不严酷的环境中，且现在认为比起细菌，古菌跟真核生物更为接近。
由于最后共同祖先的后代的基因库、且所有的这些生物的DNA都遵循AT/GC法则且都使用同样的二十种氨基酸之故，因此生物体间的水平基因转移可行且常见。在1998年，卡尔·乌斯提出一项假说，这假说认为可能没有任何生物可以被认为是最后共同祖先，而所有当代生物的基因遗传是一群古代生物间的水平基因转移造成的。
在2010年，由于「大量来自所有域的生物的分子序列现在变得可得之故」，因此研究人员出版了一项对共同祖先的正式测试结果，而这结果偏向支持所有生物有共同祖先的假说，而非上述的水平基因转移假说等其他假说。基本生物化学原则使得所有生物源自单一的共同祖先的可能性，压倒性地胜过其他的可能，而这是因为源自不同细胞生成事件的生物体发生水平基因转移且不错误读取彼此基因而不将之变成非编码片段的状况，是非常不可能发生的之故；此外，在目前发现已在蛋白质分子中发现的22种胺基酸之外，还有许多化学上可能用于蛋白质的胺基酸，而这与化学证据相合，将这点与形式统计测试相结合，可得出有单一的细胞生命是最后共同祖先的结论；另一方面，尽管研究压倒性地支持所有生物源自单一的最后共同祖先的假说，这不表示这最后共同祖先是唯一的一种生物，相对地，最后共同祖先是多种早期微生物的其中一种，但却是唯一一种在古太古代之后继续存活的。
有证据显示，细菌跟古菌在演化过程中其基因组发生简化，而这表示说最后共同祖先可能比某些现代原核生物还复杂；贝叶斯系统发生比较认为最后共同祖先的基因组肯定是复杂的。
在F-ATPase等极少数的情况中，相关基因的同线性可能比最后共同祖先还古老。

## 根所在的位置

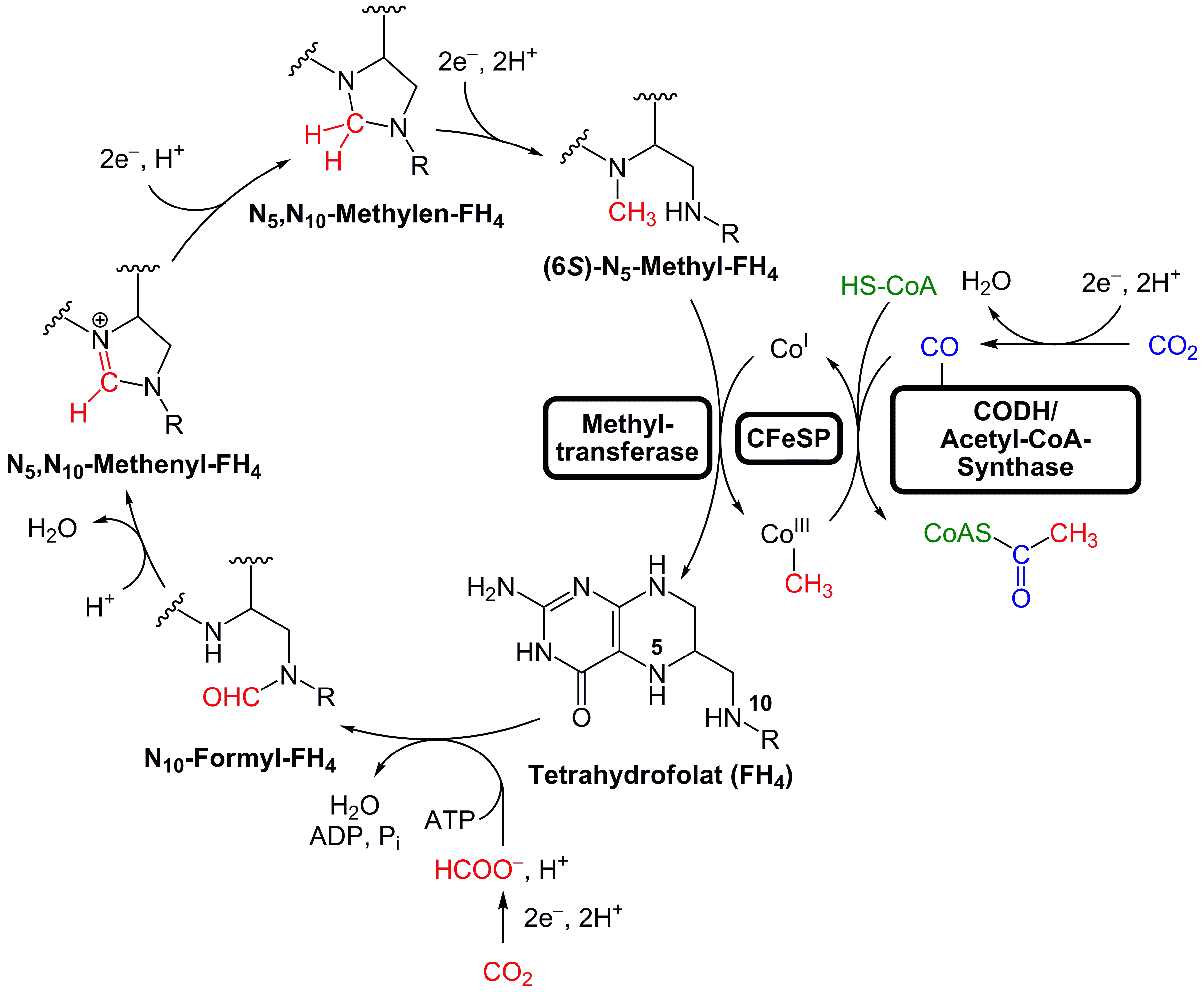
最后共同祖先使用伍德－隆达尔代谢途径（或所谓的还原性乙醯辅酶A途径）以固碳。

目前广泛接受的、根据多项分子生物学研究的生物演化树的根位于细菌域这个单系群以及古菌及真核生物组成的演化支之间，而有很少数的研究将其根置于细菌域的厚壁菌门中，或认为绿弯菌门是古菌及真核生物组成的演化支以及其他种类细菌的基群（后面的假说由汤玛斯·卡弗利尔-史密斯提出）。
马丁在2016年的研究显示地球上的生物源自类似海底热泉的环境，但也有可能生命是在后期重轰炸期之类的事件后，才受限于如此环境的；对于最后共同祖先的基因的识别也受到批判，而这是因为这些基因可能是在之后才透过水平基因转移在细菌跟古菌之间发生移转的；此外另外，最后共同祖先有一氧化碳脱氢酶/乙醯辅酶A合酶的事实，除了跟这种生物可能是自营生物的假说相容外，也跟这种生物是混合营养的或异营生物的假说相容。

## 最后共同祖先的病毒
根据病毒在细菌与古菌这两个主要的域当中的分布，最后共同祖先可能与已经相当复杂、且包括细菌与古菌的主要病毒种类的病毒组相关联；此外，由于壳体蛋白的果冻卷结构可见于所有生物域的RNA与DNA病毒中之故，因此在最后共同祖先出现前病毒似乎就已发生大规模的演化；这些古代的病毒组可能以双链去氧核糖核酸病毒域和多变去氧核糖核酸病毒域的双链DNA病毒为主；此外，微小噬菌科病毒跟微管噬菌体目这两类单链DNA病毒（也就是单链去氧核糖核酸病毒域的病毒）的起源可追溯到细菌的共同祖先；而古菌的共同祖先则最有可能受到梭状病毒感染，而这几类病毒存在于最后共同祖先病毒组但之后在其中一个域中消失的可能性是不能否认地；相反地，虽然从直观想法来设想，最后共同祖先的病毒可能包含源自RNA世界的RNA病毒，但RNA病毒似乎并非最后共同祖先的一部分；而与之相对地，在最后共同祖先存活的时代，RNA病毒可能已很大程度地为更有效率的DNA病毒所取代。

## 注解
1. ↑  然而其他的一些研究认为最后共同祖先的基因完全由RNA组成、[19]或可能有着RNA-DNA混合基因，或者有着类似反转录病毒的基因循环，而DNA在这循环中扮演着稳定存储库的角色。[20]

## 外部连结
- 维基共享资源上的相關多媒體資源：最後共同祖先